# 刘莉莉
刘莉莉（1958年3月—），江苏邳州人，汉族，中华人民共和国柳琴戏演员、政治人物、中国共产党党员，第十三届全国人民代表大会山东地区代表。

## 生平
2018年2月24日，当选为第十三届全国人大代表。